# Giuseppe Fasoli
Giuseppe Fasoli (Atina, 2 ottobre 1919 – La Spezia, 8 giugno 2013) è stato un avvocato e politico italiano.

## Biografia
Nato in Ciociaria, si trasferisce giovanissimo in Liguria, a La Spezia, e si laurea in giurisprudenza. Antifascista e militante comunista, dopo l'8 settembre 1943 si trasferisce a Follo e partecipa attivamente alla Resistenza come ufficiale di collegamento con il nome di battaglia Tolstoj, nella IV Zona Operativa.
Dopo 25 aprile 1945 viene nominato dal CNL sindaco di Follo fino alle elezioni democratiche. Nella sua carriera politica annovera anche il ruolo di vicesindaco a La Spezia, fino alla sua elezione alla Camera dei deputati con il PCI per due legislature, rimanendo in carica dal 1963 al 1972.
La sezione ANPI del comune di Follo ha fatto porre una targa commemorativa al monumento dei caduti partigiani, nella piazza in cui sorge la sede del municipio, la cui epigrafe è stata scritta da Fasoli.
Muore l'8 giugno 2013 a La Spezia all'età di 93 anni. Il giorno della sua scomparsa il direttivo della sezione follese dell'ANPI, pose un fiore sul monumento della Resistenza, con un messaggio: "Questo è il fiore del partigiano, morto per la Libertà".